# Куаранти
Куаранти (итал. Quaranti) — коммуна в Италии, располагается в регионе Пьемонт, в провинции Асти.
Население составляет 209 человек (2008 г.), плотность населения составляет 71 чел./км². Занимает площадь 3 км². Почтовый индекс — 14040. Телефонный код — 0141.
Покровителем коммуны почитается святой Лаврентий, празднование 10 августа.

## Демография
Динамика населения:

## Администрация коммуны
- Официальный сайт: http://www.comune.quaranti.at.it